# Sealyham teriér
Sealyham teriér (anglicky: Sealyham Terrier, velšsky: Daeargi Sealyham) je velšské psí plemeno typu teriér. Tito malí psi s bílou vlnitou srstí byli vyšlechtěni kapitánem Johnem Edwardesem v 19. století v hrabství Pembrokeshire. Ačkoliv se na začátku 20. století jednalo o jedno z nejpopulárnějších teriéřích plemen, ke konci století jejich populace postupně klesala až do takové míry, že bylo v roce 2009 ve Velké Británii zaznamenáno pouze 49 narozených štěňat.

## Historie
Šlechtění sealyham teriérů probíhalo mezi lety 1850 až 1891 a zabýval se jím kapitán John Edwardes na panství Sealyham ve velšském hrabství Pembrokeshire. Původně se využívali k lovení škůdců a také ke stopování jezevců. Edwardes mezi sebou křížil zdejší velškorgi (cardian a pembroke), drsnosrsté foxteriéry a v současné době již vyhynulé anglické bílé teriéry, cílem bylo vyšlechtit malé a silné psy s bílým zbarvením, které bylo u pracovních psů preferované (majitel mohl snadno rozeznat psa od zvěře). Po Edwardesově smrti se šlechtění ujali jeho přátelé a známí.
Roku 1908 byl založen první chovatelský klub a o tři roky později, v roce 1911, byl sealyham teriér uznán Kennel Clubem (KC).

## Povaha
Sealyham teriér je houževnatý, jako jiní teriéři ale bývá i hlasitý a tvrdohlavý. K malým dětem i lidem obecně se chová přátelsky a hodí se pro chov ve městě i na venkově. Je aktivní, čilý a hravý. Také dokáže pracovat samostatně, ačkoliv se již k původnímu účelu nevyužívá. Chovají se především jako společníci pro aktivní lidi, kteří jim poskytnou i dostatečně kvalitní péči o srst.

## Péče
Srst je tvrdá, drátovitá dlouhá i krátká, je vhodné ji pravidelně pročesávat upravuje se i trimováním. Sealyhamům se dříve kupírovaly ocasy, v  současnosti se to již nesmí.